# Thinking of You
"Thinking of You" é uma canção da cantora norte-americana Katy Perry. Foi lançado como terceiro single do seu álbum One of the Boys em 12 de janeiro de 2009. A canção vendendo mais de 2 milhões de cópias mundialmente. Atingiu a 29ª posição nos Estados Unidos, sendo o único single de One of the Boys que não ficou entre as dez melhores posições da Billboard Hot 100. No Reino Unido, atingiu a 27ª posição. 
No Brasil, a canção foi incluída na trilha sonora internacional da telenovela Caminho das Índias.

## Videoclipe
Duas versões do videoclipe foram lançadas: uma delas foi promocional, e foi lançada por um amigo de Katy; já a outra, é a versão comercial, que teve a participação do ator Matt Dallas, conhecido por fazer a série Kyle XY.  O videoclipe foi dirigido por Melina Matsoukas. O vídeo é apresentado como um flashback com uma jovem mulher (Perry), cujo namorado é morto na França durante a Segunda Guerra Mundial. Perry não está satisfeita com seu novo amor e anseia pelo seu falecido namorado, querendo ele de volta. O ator Matt Dallas faz seu verdadeiro amor; O videoclipe da canção recebeu mais de 57 milhões de visitas no YouTube. Em 2007, também foi gravado um videoclipe para a canção, mas a Capitol o eliminou do YouTube. Nas redes Vimeo e Dailymotion, esta versão do videoclipe está disponível.

## Paradas
| País/Parada musical(2009)              | Melhor posição |
| -------------------------------------- | -------------- |
| Brasil - Billboard São Paulo Hot Songs | 10             |
| Brasil - Brasil Hot 100 Airplay        | 1              |
| Canadá                                 | 23             |
| EUA - Billboard Hot 100                | 29             |
| EUA - Billboard Pop 100                | 20             |
| Irlanda                                | 37             |
| UK Singles Chart                       | 26             |

### Histórico de lançamento
| Região         | Data                  | Formato                     |
| -------------- | --------------------- | --------------------------- |
| Estados Unidos | 12 de janeiro de 2009 | Airplay                     |
| Austrália      | 19 de janeiro de 2009 | Airplay                     |
| Alemanha       | 18 de janeiro de 2009 | CD single, download digital |
| Reino Unido    | 9 de março de 2009    | CD single, download digital |